# Neoplocaederus granulatus
Neoplocaederus granulatus är en skalbaggsart som först beskrevs av Aurivillius 1908.  Neoplocaederus granulatus ingår i släktet Neoplocaederus och familjen långhorningar. Inga underarter finns listade i Catalogue of Life.